# Гогоберидзе, Нуца
Нина (Нуца) Варфоломеевна Гогоберидзе (груз. ნინო (ნუცა) ღოღობერიძე, урождённая Хуцишвили, ხუციშვილი; 3 октября 1902, Тифлис или 25 октября 1902, Кахи, Российская империя — 31 октября 1966) — грузинский кинорежиссёр и сценарист, первая женщина-кинорежиссёр Грузии, одна из первых женщин-кинорежиссёров СССР. Основательница единственной грузинской женской творческой династии, в которой три поколения кинорежиссёров.

## Биография
Родилась 3 октября 1902 года в Тифлисе (Тбилиси). По другой версии родилась 25 октября в селе Кахи в Саингило (ныне город Гах в Азербайджане).
Её отец был учителем и дал высшее образование всем шести дочерям. Окончила Тбилисскую гимназию. В 1925 году окончила философский факультет Тбилисского университета. Затем училась на философском факультете Йенского университета (1923—1925).
По возвращении в Грузию познакомилась с партийным деятелем Леваном Гогоберидзе, за которого вышла замуж, несмотря на противодействие семьи.
Собирала и переводила грузинские сказки.
Устроилась на работу в Госкинпром Грузии в Тбилиси. В 1928 году, в возрасте 25 лет стала первой женщиной-кинорежиссёром Грузии, поставив с Михаилом Калатозишвили (Калатозовым) хроникально-документальный фильм «Их царство» (მათი სამეპო, «18 — 28») с использованием кинохроники меньшевистской Грузинской демократической республики («их царства») 1918—1920 годов. Фильм считается одним из лучших среди документально-хроникальных фильмов и киноочерков, выпущенных в первые годы существования Госкинпрома Грузии. В заметке «Картина-кинохроника» во втором номере журнала грузинских футуристов «Мемарцхенеоба», вышедшем в августе 1928 года, М. Калатозишвили и Н. Гогоберидзе пишут о своих методах монтажа архивной кинохроники со снятыми кадрами:
Составленная нами хроника представляет собой противопоставление деятельности меньшевистского правительства и советской действительности. Материалы, в большинстве своем из меньшевистской эпохи, мы получили из архива лент Госкинпрома, где были хроникальные ленты меньшевистского времени. Советскую же эпоху мы снимали сами, составив таким образом картину. Здесь необходимо отметить способ оформления, которым мы руководствовались во время монтажа картины. Это применение пародизма на том материале, который был отснят до нас.
13 октября 1928 года в Тбилиси родила дочь Лану.
Тициан Табидзе писал Андрею Белому 3 мая 1930 года:
…Я, должно быть, буду в Москве в мае, не знаю еще, в каких числах, — я написал для кино сценарий „Новая Колхида“, о субтропической культуре. Ставит картину режиссер Нина Гогоберидзе… В Москве нам нужно оформить сценарий и найти оператора.
Сняла короткометражный документальный научно-популярный фильм «Буба» (ბუბა, 1930), который имеет сходство с документальным фильмом Калатозова «Соль Сванетии» (1930). Над фильмом работал художник Давид Какабадзе, который работал с Калатозовым над фильмами «Слепая» (1929) и «Соль Сванетии» (1930). Это фильм учебно-просветительного содержания — культурфильм. В СССР культурфильмы получили широкое распространение в 1920—1930‑е годы. Исследовательница Кетеван Кинцурашвили (ქეთევან კინწურაშვილი) пишет:
Буба — это высокая вершина в Раче, одной из провинций Грузии. Сильнейшим художественным приемом, использованным авторами картины, является ритм. Каждый кадр фильма перекликается с живописными полотнами, графическими работами, фотографиями, созданными Давидом Какабадзе. В фильме показаны образцы древней архитектуры, а также строительство Рионской ГЭС.
Фильм «Буба» практически сразу был снят с проката и отправлен на полку.
В 1934 году сняла полнометражную драму «Ужмури» («Мрачная долина», უჟმური), для которой выступила соавтором сценария вместе с Шалвой Дадиани. Фильм рассказывает о строительстве канала для осушения заболоченной равнины Ужмури в Мингрелии. Местные жители боялись вступить в ужмурские болота. По старинному поверью, Ужмури — вотчина зелёной, могущественной и опасной царевны- жабы. Классовые враги используют это поверье. Главную роль — кулака Парны, заманившего в трясину комсомольца Кавтара, сыграл Котэ Даушвили. Это первый грузинский и один из первых советских художественный фильм, снятый женщиной. Фильм «Ужмури» пострадал от Постановления Политбюро ЦК ВКП(б) «О перестройке литературно-художественных организаций» 23 апреля 1932 года, по которому Российская ассоциация пролетарских писателей (РАПП) была распущена. Работа над фильмом шла в переходный период до провозглашения социалистического реализма (1934). Сценарий больше не соответствовал моменту, несколько раз переделывался. Вмешались Сергей Эйзенштейн, Виктор Шкловский и Александр Довженко, но фильм всё равно был снят с проката и положен на полку.
В декабре 1936 года её муж, партийный деятель Леван Гогоберидзе был арестован по приказу Берии. В записке жене он писал:
Ещё и ещё прошу, требую, будь мужественной и стойкой, не поддавайся чёрной травле всякой сволочи: помни, что у Ланы ты одна единственная.
Мужа расстреляли 21 марта 1937 года.
Уволенная с Госкинпрома Грузии Нуца Гогоберидзе зарабатывала на жизнь переводами сказок Шарля Перро. Лана Гогоберидзе вспоминает:
Мама в то время, когда её изгнали из Киностудии, перевела сказки Шарля Перро на грузинский язык. А Геронтий Кикодзе издал эту книгу под своим именем, а гонорар принес маме, и мы какое-то время на этот гонорар жили.
В конце 1937 года Нуца Гогоберидзе арестована как член семьи изменника Родины (ЧСИР), находилась в тбилисской тюрьме в одной камере с Сарией Лакобой, супругой Нестора Лакобы, которую жестоко пытали, требуя дать показания на мужа, руководителя Абхазии. Приговорена к 10 годам ссылки. Отправлена в пересыльный пункт Дубравлага в Потьме, затем в женский лагерь Воркутлага.
Вернувшись из лагерей, она не вернулась в кино. Работала на кафедре лексикологии в Институте языкознания имени А. С. Чикобавы АН Грузинской ССР, является одним из авторов «Русско-грузинского словаря» (რუსულ–ქართული ლექსიკონი, т. 1—3, 1956—1959) и  «Толкового словаря грузинского языка» (ქართული ენის განმარტებითი ლექსიკონი, т. 1—8, 1950—1964, главный редактор Арнольд Чикобава).
Свободно владела грузинским, русским, немецким и французским языками.
Умерла 31 октября 1966 года, в возрасте 64 лет.

## Рассказы
В 2011 году издательство «Интеллект» опубликовало сборник рассказов «Носитель счастья» ბედნიერების მატარებელი Нуцы Гогоберидзе с предисловием Ланы Гогоберидзе.
В 2023 году в издательстве «Сезан» (Cezanne Publishing) вышла книга «Мать-дитя, или Ночь никогда не бывает совсем тёмной» (დედა-შვილი ან ღამე არ არის არასოდეს ბოლომდე ბნელი), в которую вошли рассказы Нуцы Гогоберидзе и сценарий одноимённого фильма Ланы Гогоберидзе.

## Династия грузинских женщин-кинорежиссёров
Нуца Гогоберидзе стала основательницей династии из трёх поколений кинематографистов. Её дочь Лана Гогоберидзе (род. 1928) стала выдающимся кинорежиссёром поколения оттепели, автором фильмов «Я вижу солнце» (1965), «Несколько интервью по личным вопросам» (1978).
Её внучка Саломе Алекси (Нуца Алекси-Месхишвили, род. 1 марта 1966) снялась в короткометражном фильме «Дети» (1976) режиссёра Гиви Вепхвадзе (გივი ვეფხვაძე; 1938—2021) и у матери Ланы Гогоберидзе: в роли Эки в «Несколько интервью по личным вопросам» (1978) и в роли Саломе в драме «Круговорот» (1986), а также выступила художником в фильме матери «Вальс на Печоре» (1992). Как режиссёр Саломе Алекси поставила короткометражный «Феличита» (2009), который получил специальный приз Венецианского кинофестиваля. Позже фильм был удостоен специального приза жюри кинофестиваля в Триесте. Премьера её первого полнометражного фильма «Лимит кредита» (კრედიტის ლიმიტი, 2014) состоялась в программе «Горизонты» Венецианского кинофестиваля. Он был награждён на Тбилисском кинофестивале.
Центральным показом «Специального форума» 74-го Берлинского кинофестиваля в феврале 2024 году стала международная премьера документального фильма «Мать-дитя, или Ночь никогда не бывает совсем тёмной» (დედა-შვილი ან ღამე არ არის არასოდეს ბოლომდე ბნელი). В фильме 93-летняя Лана Гогоберидзе вспоминает свою мать Нуцу. 2 декабря 2023 года фильм был показан на Тбилисском кинофестивале.

## «Найденное кино»
Фильм «Буба» (1930) Нуцы Гогоберидзе был утрачен и вновь открыт спустя 82 года в 2012 году, когда копию  фильма в одном из архивов Грузии нашёл исследователь Лаша Бакрадзе. Найденная копия была заказана в Госфильмофонде в 1980-е годы и забыта. В 2012 году Лаша Бакрадзе опубликовал в журнале «Цхели шоколади» («Горячий шоколад», груз. ცხელი შოკოლადი) статью «Нуца Гогоберидзе (1902—1966) — первая грузинская женщина-режиссёр». В 2016 году по запросу грузинского правительства была напечатана копия фильма «Буба», который хранился в российском Госфильмофонде и передана на хранение в Национальный архив Грузии.
Фильм «Ужмури» (1934) Нуцы Гогоберидзе был утрачен и вновь открыт в декабре 2018 года в Госфильмофонде.
Фильмы «Буба» и «День длиннее ночи» (1984) Ланы Гогоберидзе были показаны в ретроспективе «Открывая грузинское кино» (Discovering Georgian Cinema) в Музее современного искусства (MoMA) в Нью-Йорке и в Художественном музее Беркли и Тихоокеанском киноархиве (BAMPFA) в 2014 году.
Фильмы «Буба», «День длиннее ночи» и короткометражный «Феличита» (2009) Саломе Алекси показаны в специальной программе «В фокусе» на 19-м кинофестивале в Пусане (BIFF) в 2014 году.
Благодаря Саломе Алекси фильмы «Буба», «Несколько интервью по личным вопросам» (1978) Ланы Гогоберидзе и «Феличита» показаны в программе «Симпозиум» на кинофестивале GoEast в Висбадене в 2017 году.
Фильмы из коллекции берлинского Института кино и видеоискусства «Арсенал»: «Буба», отреставрированный «Несколько интервью по личным вопросам» и «Лимит кредита» (2014) Саломе Алекси показаны на Днях грузинского кино в Берлине, проведённых в октябре 2017 года.
Фильмы Нуцы Гогоберидзе «Буба» и «Ужмури» показаны на 34-м фестивале архивного кино Il Cinema Ritrovato («Найденное кино») в итальянском городе Болонье 30 августа 2020 года.
Фильмы «Буба» и «Ужмури» отреставрированы грузинской компанией 3003 Film Production и показаны в программе «Реставрация и находки» на 1-м Московском международном фестивале архивных фильмов.